# 응이
응이는 곡물을 갈아 앙금을 가라앉힌 뒤, 그것을 말려 얻은 가루로 죽처럼 쑤는 음식이다.

## 이름
"응이"는 "율무"를 뜻하는 "의이(薏苡)"에서 나온 말이다. 원래 율무를 갈아 얻은 앙금으로 쑨 죽을 "의이죽(薏苡粥)"이라 불렀는데, 점차 율무가 아닌 다른 곡물을 갈아서 얻은 앙금으로 쑨 죽까지 통틀어 "응이"라 일컫게 되었다.

## 종류
갈분응이,, 구선왕도고응이, 녹두응이, 녹말응이, 메밀응이, 보리응이, 산약응이, 수수응이, 연근응이, 연자응이, 오미자응이, 율무응이, 등이 있다.

## 같이 보기
- 당수
- 미음
- 범벅
- 죽